# Philon von Larisa
Philon von Larisa (altgriechisch Φίλων Phílōn, auch Philon von Larissa; * 159/158 v. Chr. in Larisa; † 84/83 v. Chr. in Rom) war ein antiker griechischer Philosoph. Er gehörte der Platonischen Akademie in Athen an, die er von 110/109 bis 88 als Scholarch (Schuloberhaupt) leitete. Sein tatsächlicher Name lautete mit hoher Wahrscheinlichkeit Philion von Larisa – mit einem zweiten Iota bzw. „i“.
Philon war der letzte Scholarch der „Jüngeren Akademie“, die damals von der Autorität des 129/128 gestorbenen berühmten Scholarchen Karneades von Kyrene geprägt war. Karneades war der prominenteste Repräsentant des für die Jüngere Akademie charakteristischen Skeptizismus, an dem seine Nachfolger festhielten. Seine Schüler und deren Schüler vertraten teils einen radikalen Skeptizismus, teils gemäßigte Varianten. Philon war gemäßigter Skeptiker. Sein Interesse galt vor allem Fragen der Erkenntnistheorie und der Ethik. Im Lauf der Entwicklung seines Denkens gelangte er zu einem neuen Ansatz, indem er das herkömmliche strenge Wahrheitskriterium aufgab und damit den Skeptizismus stark aufweichte. Seine letzten Lebensjahre verbrachte er in Rom, wo Cicero zu seinen Hörern gehörte. Sein Hauptgegner war sein ehemaliger Schüler Antiochos von Askalon, der den Skeptizismus gänzlich verwarf und heftig bekämpfte.
Bisweilen wird Philon wegen seiner Neuerung als Gründer einer neuen Schulrichtung, der „vierten Akademie“, bezeichnet; dieser Begriff kommt aber in zeitgenössischen Quellen nicht vor.

## Leben

Fragment aus den Academica des Philodemos, einer wichtigen Quelle für Philons Leben (Papyrus Herculanensis 1021, Spalte 32 der Oxforder Abschrift)

Philon wurde wahrscheinlich 159 oder 158 v. Chr. geboren. Falls jedoch die Angabe in einem Papyrus, dass er im Alter von 63 Jahren starb, entgegen der Wahrscheinlichkeit kein Fehler ist, ist seine Geburt um 147 v. Chr. zu datieren. Er verbrachte seine Kindheit und Jugend in seiner Heimatstadt Larisa in Thessalien. Dort erhielt er etwa acht Jahre lang Philosophieunterricht bei Kallikles, einem Schüler des berühmten Philosophen Karneades von Kyrene. Karneades, der damals führende Vertreter des akademischen Skeptizismus, leitete die Akademie in Athen bis zu seinem gesundheitsbedingten Rücktritt vom Amt des Scholarchen (137/136). 134/133 ging Philon nach Athen, wo er vierzehn Jahre lang Schüler des Kleitomachos war, der damals als Scholarch der Akademie fungierte. Daraufhin war er etwa von 120-118 Schüler des Grammatikers Apollodor von Athen, bevor er sieben Jahre lang am Unterricht eines Stoikers – sehr wahrscheinlich Mnesarchos von Athen – teilgenommen hat. Als Kleitomachos starb, wurde Philon 110/109 zu seinem Nachfolger gewählt.
Schon unter Kleitomachos hatten Römer aus angesehenen Familien am Unterricht in der Akademie teilgenommen. Zu Philons Hörern gehörte der römische Politiker Gaius Aurelius Cotta, der später Konsul wurde. Eine generell romfreundliche Haltung der Akademie unter Philon ist allerdings nicht nachweisbar. Ferner hatte Philon in Athen zahlreiche griechische Schüler, deren Namen überliefert sind.
Im Jahr 88 v. Chr. errichtete in Athen erst der Politiker Athenion und nach dessen Scheitern der Truppenführer Aristion eine Tyrannis. Beide handelten im Auftrag des romfeindlichen Königs Mithridates VI. von Pontos. Um der Terrorherrschaft in Athen zu entkommen, floh Philon vor Ende 88 nach Rom. Dabei schloss sich ihm wahrscheinlich ein großer Teil seiner Schüler an. So entging er den Kampfhandlungen des Ersten Mithridatischen Krieges, die zur Belagerung Athens durch die Römer führten. Wie lange nach Philons Flucht in der Akademie ein rudimentärer Schulbetrieb aufrechterhalten wurde, ist unbekannt. Im März 86 eroberten die Truppen Sullas Athen.
Philon verbrachte seine wenigen restlichen Lebensjahre als angesehener Philosophielehrer in Rom. In den gebildeten Kreisen der römischen Oberschicht waren seine Vorträge außerordentlich beliebt. Zu seinen zahlreichen Hörern gehörten Cicero, dessen philosophische Entwicklung von Philons Unterricht stark beeinflusst wurde, der Politiker Quintus Lutatius Catulus, der im Jahr 102 Konsul gewesen war, und dessen gleichnamiger Sohn, der 78 zum Konsul gewählt wurde.
In Rom lehrte Philon wie schon zuvor in Athen auch Rhetorik. Damit wich er von der rhetorikfeindlichen Haltung ab, welche seit Platons Zeiten in der Akademie vorherrschte.
Im Winter 87/86 übte Philons ehemaliger Schüler Antiochos von Askalon, der sich damals in Alexandria aufhielt, heftige Kritik an der skeptischen Erkenntnistheorie. Antiochos hatte sich schon früher von der Akademie getrennt, da er zu einer prinzipiellen Ablehnung des Skeptizismus gelangt war. Nun bekämpfte er eine von Philon entwickelte und schriftlich verbreitete neue Variante des gemäßigten Skeptizismus in einer Gegenschrift Sosos, die nicht erhalten ist. Herakleitos von Tyros, ein in Alexandria lebender Schüler Philons, verteidigte die skeptische Philosophie gegen den Angriff des Antiochos. Kritik an Philons gemäßigtem Skeptizismus kam auch aus dem entgegengesetzten Lager: Ainesidemos, ein ehemaliger Akademiker, der eine radikal skeptische Haltung einnahm, wandte sich gegen die Aufweichung des Skeptizismus.
Philon starb im Jahr 84 oder Anfang 83 in Italien im Zuge einer Influenzaepidemie, wie eine Papyrus-Neulesung gezeigt hat. Mit ihm endete die Epoche der vom Skeptizismus geprägten „Jüngeren Akademie“, deren letzter Scholarch er war.

## Werke
Sämtliche Schriften Philons sind bis auf Fragmente verloren. Überliefert ist ein Titel Dihaíresis tou kata philosophían lógou, was wörtlich mit „Einteilung der Darstellung der Philosophie“ übersetzt wird; es kann sich um eine Programmschrift oder eine systematische Übersicht gehandelt haben. Daraus ist ein Abschnitt, der das Vorgehen bei der Vermittlung ethischer Lehren behandelt, in einer Paraphrase bei Johannes Stobaios erhalten. Sicher ist, dass Philon im Jahr 87 in Rom eine Schrift in zwei Büchern verfasste, die in der Forschung als „römische Bücher“ bezeichnet wird, da ihr authentischer Titel unbekannt ist. Darin behandelte er Fragen der Erkenntnistheorie.

## Lehre
Da Philons Schriften nicht erhalten geblieben sind, kann seine Lehre nur aus Angaben in Werken anderer Autoren erschlossen werden. Die Hauptquelle sind die Academica Ciceros, der als Teilnehmer an Philons Unterricht gut informiert war und auch gegnerische Argumente mitteilt.
Wie bei den anderen skeptischen Akademikern standen auch bei Philon Erkenntnistheorie und Ethik im Mittelpunkt der Aufmerksamkeit. Wegen der ungünstigen Überlieferungslage und weil er seine Ansichten im Lauf der Zeit erheblich geändert hat, erweist sich die Ermittlung und Untersuchung seiner Lehraussagen als schwierig. Die damit zusammenhängenden Fragen werden in der reichhaltigen Forschungsliteratur kontrovers diskutiert.

### Erkenntnistheorie

#### Ältere Entwicklungsphasen
Als Schüler des Kleitomachos und auch noch zum Zeitpunkt seiner Wahl zum Scholarchen war Philon anscheinend ein getreuer Anhänger des herkömmlichen akademischen Skeptizismus, wenn auch möglicherweise nicht der von Kleitomachos vertretenen radikalen Variante. Er trat also – vor allem in der Auseinandersetzung mit den Stoikern – für die Überzeugung ein, dass es unmöglich sei, gesichertes philosophisches Wissen zu erlangen. Alle Versuche, Wahrheitskriterien schlüssig zu begründen und mit ihrer Hilfe die Richtigkeit eines Urteils zwingend zu erweisen, seien zum Scheitern verurteilt. Daher könne man als Philosoph zwar verschiedene Meinungen erörtern, doch dürfe man sich redlicherweise keine von ihnen im Sinne einer Tatsachenbehauptung zu eigen machen. Im praktischen Leben, wo man ständig Entscheidungen treffen muss und dafür Kriterien benötigt, sei es zulässig, sich unter dem Gesichtspunkt der Wahrscheinlichkeit oder Plausibilität für eine bestimmte Annahme zu entscheiden und sein Verhalten danach auszurichten. Philosophisch gesehen seien aber solche Annahmen nichts als belanglose Meinungen, da sie nicht beweisbar seien. Daher verzichte der Weise prinzipiell auf das Urteilen.
Zu Philons Zeit war Karneades, der berühmteste unter den Skeptikern, die maßgebliche Autorität auf dem Gebiet der Erkenntnistheorie. Philon hatte Karneades, der 137/136 aus gesundheitlichem Grund als Akademieleiter zurückgetreten und 129/128 gestorben war, nicht mehr persönlich erleben können. Da Karneades keine Schriften hinterlassen hatte, kannten jüngere Akademiker wie Philon seine Philosophie nur aus den teils subjektiv gefärbten Berichten seiner überlebenden Schüler, unter denen Kleitomachos und Metrodoros von Stratonikeia die prominentesten und wohl bedeutendsten waren. Metrodoros, der außerhalb der Akademie lehrte, vertrat im Gegensatz zu Kleitomachos einen gemäßigten Skeptizismus. Beide erhoben den Anspruch, die authentische Auffassung des Karneades zu verteidigen. Metrodoros behauptete, Karneades habe nicht die gesamte Wirklichkeit für unerfassbar gehalten. Vielmehr habe er bestimmte Sachverhalte als erkennbar betrachtet und daher auch in einzelnen Fällen ein Bekenntnis zu einer plausiblen Meinung akzeptiert.
Zu einem schwer feststellbaren Zeitpunkt nahm Philon im Sinne der gemäßigten Richtung Stellung. Wahrscheinlich trat er erst nach seiner Wahl zum Scholarchen mit dieser Ansicht hervor, als die Radikalen mit dem Tod des Kleitomachos ihren prominentesten Kopf verloren hatten. Ob bzw. inwieweit er dabei von Metrodoros beeinflusst war und mit ihm übereinstimmte, ist unklar und wird in der Forschung unterschiedlich beurteilt.

#### Letzte (römische) Entwicklungsphase
Nach seiner Übersiedlung nach Rom nahm Philon in seinen „römischen Büchern“ eine weitere gravierende Änderung seiner Position vor, womit er seinen ehemaligen Schüler Antiochos von Askalon empörte und zu einem heftigen Protest veranlasste. Ein wesentlicher Streitpunkt war der Umstand, dass Philon trotz seiner Meinungsänderungen stets an dem Anspruch der skeptischen Akademiker festhielt, die authentische Philosophie Platons zu bewahren. Er betrachtete also Platon als (gemäßigten) Skeptiker. Antiochos, der den gemäßigten Skeptizismus ebenso wie den radikalen bekämpfte, bestritt die Berechtigung dieses Anspruchs; er hielt sich selbst für den wahren Erben der platonischen Tradition.
Cicero berichtet, dass Philon in den „römischen Büchern“ neuartige Behauptungen vortrug und damit auch seine Freunde und Anhänger überraschte. Worin dieser Kurswechsel des schon über siebzigjährigen Philosophen bestand, geht aus den Quellen nicht genau hervor, und in der Forschung gehen die Meinungen weit auseinander. Sicher ist, dass Philon Skeptiker blieb; anderenfalls hätte sich Antiochos nicht gegen ihn gewendet, sondern hätte ihm Beifall gezollt. Es steht aber auch fest, dass die Richtungsänderung auf eine erhebliche Einschränkung der Skepsis hinauslief und dass Philon nun die Möglichkeit von Erkenntnis objektiver Realität in weitem Umfang einräumte. Dabei handelte es sich jedoch sicher nicht – wie bei Antiochos – um eine Annäherung an die stoische Erkenntnistheorie, sondern um ein fundamental anderes Konzept von Erkenntnis.
Die stoische Lehre besagt, dass Erkenntnis nur dann vorliegt, wenn eine Vorstellung (phantasía) vorhanden ist, die nur von etwas gemäß dieser Vorstellung Seiendem bewirkt sein kann und nicht auch von etwas, was nicht ist oder was anders ist, als die Vorstellung besagt. Ist dies der Fall, so ist „Zustimmung“ (synkatáthesis) zu dieser Vorstellung angebracht und eine „Erfassung“ (katálēpsis) der Wahrheit möglich, wobei der Erfassende sich darüber klar ist, dass es sich tatsächlich um echtes Wissen handelt.
Demgegenüber hielt Philon an der Überzeugung des akademischen Skeptizismus fest, wonach keine Vorstellung dieser Anforderung genügen kann. Ein Erfassen im stoischen Sinne hielt er also weiterhin für unmöglich. Insofern blieb er Skeptiker. Er war jedoch zur Überzeugung gelangt, dass eine Erkenntnis einer objektiven Wahrheit als solcher unter Umständen auch dann vorliegen kann, wenn das strenge stoische Wahrheitskriterium nicht erfüllt ist, wonach außer dem erkannten Sachverhalt kein anderer möglich ist, der diese Vorstellung ebenfalls – in diesem Fall als Illusion – hervorrufen könnte. Philons neuer Lehre zufolge ist Wissen erreichbar, wenn zwei Voraussetzungen erfüllt sind: Deutlichkeit oder Evidenz (enárgeia) und die Übereinstimmung (homología) mehrerer Beobachtungen. Dies ist der Fall, wenn eine einleuchtende Annahme in sich stimmig ist und wenn Beobachtungen, die von verschiedenen Beobachtern und zu verschiedenen Zeitpunkten gemacht wurden, mit ihr übereinstimmen. Dann ist ein so hohes Maß an Glaubwürdigkeit gegeben, dass man dieser Vorstellung nicht nur pragmatisch für die Lebenspraxis „folgen“, sondern ihr auch philosophisch „zustimmen“ darf, obwohl ihre Unrichtigkeit nicht mit absoluter Sicherheit auszuschließen ist. Auf diese Art erfasst man den Sachverhalt zwar nicht im Sinne der Stoa, wohl aber „gemäß der Natur der Dinge“.
Mit dieser neuen Lehre wandte sich Philon weiterhin gegen das stoische Konzept eines möglichen absolut sicheren Wissens. Zugleich verwarf er aber auch den bisher von Stoikern und Skeptikern übereinstimmend gebilligten Grundsatz, dass alle Annahmen, die nicht mit absoluter Sicherheit als wahr erwiesen werden können, nichts als subjektive Meinungen und als solche philosophisch gleichermaßen wertlos sind. Damit beseitigte er die prinzipielle Schranke zwischen dem mehr oder weniger Plausiblen und dem, was man als wahr bezeichnen darf. Daher warf ihm Antiochos vor, er habe mit dem Verzicht auf die herkömmliche Abgrenzung von Wissen und Meinen das Unterscheidungskriterium abgeschafft, das die Definition von Wahrheit ermöglicht, und damit, ohne es zu wollen, den Wahrheitsbegriff aufgehoben.
Philons neue Lehre schuf faktisch die erkenntnistheoretische Voraussetzung für eine Rückkehr zum „Dogmatismus“. Sie ermöglichte die Wiedereinführung von Lehrmeinungen mit Wahrheitsanspruch, wenn auch mit der Einschränkung, dass dieser Anspruch kein absoluter sein konnte. Inwieweit er selbst bereits einzelne derartige Lehrmeinungen verkündet hat, auch hinsichtlich des Bereichs des nicht sinnlich Wahrnehmbaren, ist in der Forschung umstritten. Harold Tarrant meint, Philons „römische Bücher“ hätten eine neue „dogmatische“ Lehre enthalten, die „Orthodoxie“ seiner „vierten Akademie“.

### Ethik
Da Philon in seiner späten Lehre Erkenntnis grundsätzlich für erlangbar und einen dabei fortbestehenden Rest an Unsicherheit für tolerierbar hielt, stellte sich ihm das zentrale Problem des Skeptizismus nicht, wie man sich konsequent aller Urteile enthalten und dennoch in der Lebenspraxis Entscheidungen treffen, ausführen und verantworten kann. Er richtete sein Augenmerk vielmehr auf die Frage, wie man als Philosoph einen der Philosophie unkundigen Menschen zur Einsicht und damit zur Eudaimonie (Glückseligkeit) führt. Dabei schilderte er die Tätigkeit des philosophischen Lehrers in Analogie zu derjenigen eines Arztes. Er unterschied mehrere Schritte der Belehrung. Zunächst zeigt der Philosoph den Sinn eines tugendhaften philosophischen Lebens auf und widerlegt Kritik an diesem Konzept, so wie ein Arzt den Patienten von der Wirksamkeit einer Therapie überzeugt. Dann „heilt“ er, indem er falsche, schädliche Meinungen, welche die Entscheidungsfähigkeit beeinträchtigen, beseitigt und sie durch zuträgliche ersetzt; dabei geht es um die Güter und die Übel. Bei der dritten Aufgabe geht es um das Verständnis des Endziels, der Eudaimonie, die mit dem Endziel des Arztes, der Gesundheit, verglichen wird. Die nächste Unterweisung besteht in der Vermittlung von Regeln für die Lebensführung und in der Klärung von Fragen, welche die staatliche Gemeinschaft und ihre verfassungsmäßige Ordnung betreffen. Diesem Schritt entspricht in der Medizin die prophylaktische Gesundheitsberatung. Der letzte Schritt, die Darstellung der Umsetzung des Gelernten im Alltag, ist für hinreichend Einsichtsfähige eigentlich überflüssig, wird aber für diejenigen, die dazu Hinweise benötigen, hinzugefügt.

## Rezeption

### Cicero

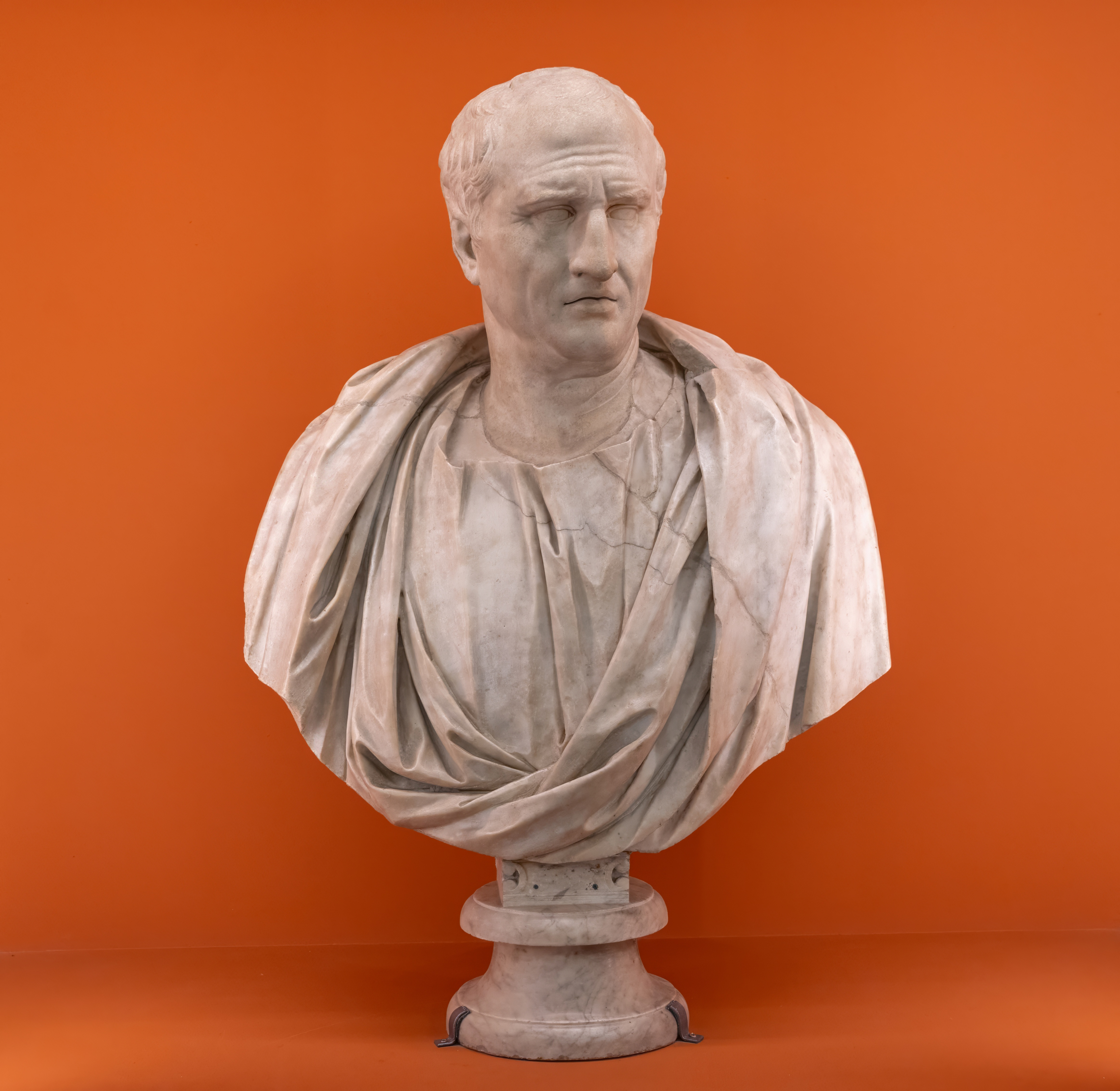
Cicero, Büste in den Musei Capitolini, Rom

Ein Hauptmerkmal des akademischen Skeptizismus war der konsequente Verzicht auf Suche nach der Wahrheit, da diese als unerreichbar galt. Cicero, dessen philosophisches Denken von der letzten Phase der Epoche der skeptischen Jüngeren Akademie geprägt war, äußerte sich gelegentlich in diesem Sinne als erkenntnistheoretischer Pessimist. Andererseits sah er aber in der Wahrheitssuche ein zentrales Anliegen der Philosophie und nahm an zahlreichen Stellen seiner philosophischen Werke eine optimistischere Haltung ein. Dies begründete er mit seinem Konzept einer Annäherung an die Wahrheit mittels Auffindung und Abwägung konträrer Argumente zu einer offenen Frage. Damit könne man etwas „hervorlocken“, was entweder wahr sei oder so nahe wie möglich an die Wahrheit herankomme. Hinter diesem für Cicero typischen, anderweitig nicht bezeugten Verständnis von Wahrheit und Erkenntnis sehen manche Forscher den Einfluss der Lehre des späten Philon. Wenn dies zutrifft, hat Philon eine Grundannahme des Skeptizismus preisgegeben, indem er den prinzipiellen Unterschied zwischen dem mehr oder weniger Wahrscheinlichen und Glaubwürdigen und dem Wahren verwischte und eine Steigerung der Plausibilität für ein graduelles Voranschreiten in Richtung der Wahrheit hielt. Es gibt aber in den Quellen keinen Beleg dafür, dass Philon diese im Skeptizismus fundamentale Unterscheidung jemals aufgegeben hat. Daher ist davon auszugehen, dass Cicero Philons Erkenntnislehre im Sinne seines eigenen Verständnisses von Philosophie als Wahrheitssuche umgewandelt hat.

### Römische Kaiserzeit
Die Rezeption der philonischen Erkenntnistheorie in der römischen Kaiserzeit spiegelt ebenso wie schon die Reaktionen der Zeitgenossen die Stellung seines gemäßigten Skeptizismus „zwischen den Fronten“. Sextus Empiricus, ein konsequenter Vertreter des pyrrhonischen Skeptizismus, fand in Philons Aufweichung der Skepsis ein Argument für seine Behauptung, dass die Akademiker keine echten Skeptiker gewesen seien, da ihnen die dazu nötige Folgerichtigkeit gefehlt habe. Der Mittelplatoniker Numenios von Apamea war der Meinung, Philon habe sich der Notwendigkeit, den unhaltbaren Skeptizismus aufzugeben, nicht entziehen können, habe diesen Schritt aber nur halbherzig vollzogen. Der Kirchenvater Augustinus von Hippo lobte Philon, denn er betrachtete ihn als Anhänger eines „dogmatischen“ Platonismus, der nur scheinbar Skeptiker gewesen sei.
Die von Philon veranlasste Abwendung der Akademie vom radikalen Skeptizismus wurde in der römischen Kaiserzeit als tiefer Einschnitt und als Neuanfang eingeschätzt. Daher bezeichnete man damals Philon als Gründer einer „vierten Akademie“ (wobei als Gründer der „ersten“ bzw. der „zweiten“ und der „dritten“ Akademie Platon, Arkesilaos und Karneades galten). Der Begriff „vierte Akademie“ wird auch in der modernen Forschung verwendet, wobei aber zu beachten ist, dass er bei zeitgenössischen Autoren nicht belegt ist.

### Moderne Urteile
Die modernen Bewertungen von Philons philosophischer Leistung gehen weit auseinander. John Glucker, dem Woldemar Görler weitgehend zustimmt, sieht in ihm einen konservativen, farblosen und unbedeutenden Denker, der außerstande gewesen sei, der Akademie einen neuen Weg zu weisen. Sein Versuch, mit den Thesen der „römischen Bücher“ einen Ausweg aus der Sterilität eines nur verneinenden Skeptizismus zu finden, sei gescheitert. Gisela Striker ist der Ansicht, Philon habe sich zu Unrecht für einen Skeptiker gehalten; am Ende seiner philosophischen Entwicklung sei er faktisch ebenso wie sein Gegner Antiochos ein Dogmatiker gewesen.
Anders urteilt Harold Tarrant. Er meint, Philons „vierte Akademie“ habe eine eigenständige Position erarbeitet, sie habe die künftige Rückbesinnung auf Platon vorbereitet und damit der späteren Entwicklung des Platonismus einen nachhaltig wirkenden Impuls gegeben. Zu einer positiven Einschätzung von Philons Leistung gelangt auch Bernard Besnier. Er sieht in der Position des letzten Scholarchen der Jüngeren Akademie eine berechtigte Konsequenz aus der Einsicht, dass die Kriterienlehre des Karneades, wenn man sie ernst nehmen wolle, einer Rechtfertigung bedürfe und eine solche nichts anderes als ein „Dogma“ sein könne. Dazu habe sich Philon bekannt. Damit habe er die Akademie aus der „parasitären“, rein destruktiven Rolle befreit, in der sie sich befunden habe, solange sich ihre Zielsetzung in der Widerlegung der stoischen Erkenntnistheorie erschöpfte. Raymond Gélibert hält Philon für einen Phänomenalisten, der keineswegs den Skeptizismus aufgegeben habe, sondern ihn vielmehr auf eine phänomenalistische Grundlage gestellt und damit den Dogmatismus herausgefordert habe.